# National Geographic Wild
National Geographic Wild (conhecido como Nat Geo Wild e abreviado como NGW) é um canal de televisão por assinatura, de propriedade da The Walt Disney Company. O canal é dedicado à natureza dando um olhar ao seu lado mais selvagem. Presente em Portugal e alguns operadores de televisão paga. É irmão do canal National Geographic lançado conjuntamente pela National Geographic Society e Fox Networks Group. Foi lançado pela primeira vez em Hong Kong em 1 de janeiro de 2006, focado primeiramente na vida selvagem, flora, fauna e na história natural mais tarde se agregou a outras temáticas como a exploração de habitat e programas de aventuras, mas sem deixar de lado a relação animal.
O canal mais tarde foi lançado no Reino Unido, Turquia, Irlanda, Romênia, Índia, Vietnã, Polônia substituindo o canal Adventure One. O canal está disponível em Inglês e cantonês para o mercado de Hong Kong. Ele foi lançado na América Latina em 1 de novembro de 2009, como um canal em alta definição (HD). Em 2010, foi lançado nos Estados Unidos, dois anos mais tarde foi lançado no Canadá.
No Brasil, em 5 de fevereiro de 2017, os canais Fox saíram do line-up da Sky devido a falta de entendimento nas negociações entre as duas empresas, por isso o canal Nat Geo Wild chegou a ser sustituido pela versão HD do canal Animal Planet. Mas no dia 11 de fevereiro, o Nat Geo Wild retorna a grade da SKY no lugar do Animal Planet HD após o anúncio, no final da noite anterior, da renovação de contrato da programadora com a operadora.
Em 10 de janeiro de 2022, a The Walt Disney Company anunciou que encerrará o Star Life, Disney XD Brasil, Nat Geo Kids, National Geographic Wild, FX Movies (América Latina) e Disney Junior (apenas no Brasil) em 31 de março de 2022.

## História
O canal estreou em 1 de março de 2007 no Reino Unido, e atualmente chega a 10,5 milhões de famílias através de provedores de subscrição. Na Irlanda o canal possui mais de 500.000 espectadores. O canal foi lançado na Índia em 31 de julho de 2009, primeiro na operadora de satélite Tata Sky. De acordo com um comunicado de imprensa, a NGCI esperava para o lançamento do canal em todo o mundo, com expansão para outras áreas da Europa e outros mercados como África do Sul, América Latina, Israel e Taiwan. A versão asiática do canal foi lançado na Austrália em 15 de novembro de 2009. O canal foi lançado nos Estados Unidos em 31 de março de 2010, substituindo o canal Fox Reality, cuja programação foi inteiramente baseado em reality shows. Na Espanha, o canal foi lançado em 4 de outubro de 2011 em sinal digital e em alta definição.
No dia 12 de janeiro de 2010 foi lançado o Nat Geo Wild HD na plataforma IPTV do Clix.

## Na América Latina
Desde 1 de novembro de 2009, o Nat Geo Wild é disponível na América Latina. O canal se lançou unicamente em alta definição (HD) e, em seguida, o sinal na definição padrão em simulcast (ambos os canais possuem a mesma programação). Em pequenas operadoras de TV por assinatura na América Latina (especialmente da Colômbia), trocou pelo canal Nat Geo Music em outras empresas maiores se agregou o canal em HD como a Movistar TV (Chile, Colômbia e Peru), em outras como a DirecTV somente adicionou o canal dois anos após seu lançamento.
No Brasil foi lançado em 2010 somente na versão em HD. No dia 4 de novembro de 2014, a operadora Sky remanejou o Nat Geo Wild para o canal 289 (continuando na grade da operadora) já que o canal 251 abrigou o Nat Geo HD.

## Concorrentes
O maior concorrente do canal é o Animal Planet da Discovery Networks, embora o Nat Geo Wild se concentra focado em animais selvagens e exóticos, o Animal Planet incide mais sobre animais de estimação e animais domésticos.